# Carlos Fernando Navarro Montoya
Carlos Fernando Navarro Montoya (Medellín, Colòmbia, 26 de febrer de 1966), és un futbolista colombo-argentí. Juga de porter i el seu actual equip és el Tacuarembó de la Primera Divisió de l'Uruguai.

## Trajectòria
A pesar d'haver nascut a Colòmbia, el fill del també porter argentí Ricardo Navarro va començar el seu recorregut futbolístic a l'Argentina. El 8 d'abril de 1984, Navarro Montoya va iniciar la seva carrera. "Pibe: el diumenge preparate que sos titular", va ser la frase d'Alfio Basile, director tècnic de Vélez Sarsfield per aquell temps, que va catapultar en Primera divisió al Mono. Vélez va enfrontar a Temperley i guanyà 1-0 amb un gol de Carlos Bianchi.
A l'any següent, 1985, va ser convocat pel seleccionador colombià, Gabriel Ochoa Uribe, per a jugar la repesca de les Eliminatòries al Mundial de Mèxic 1986 amb Colòmbia, disputant tres partits oficials, on va quedar eliminat el seleccionat "cafeter". Amb l'esdevenir dels anys, Navarro va aconseguir una habilitació per a jugar en el seleccionat argentí, gairebé començat el mundial de França 1998, quan ja havia perdut el vistiplau dels diferents tècnics que van formar part de l'albiceleste. Malgrat aquest permís especial, mai va poder jugar per a la selecció del país "gaucho".
Per a l'any 1986, va tenir un breu pas pel club colombià Independiente de Santa Fe. El 1987 va tornar a l'Argentina, novament a Vélez Sarsfield. Un any després, va desembarcar en Boca Juniors, on va disputar 396 dels seus 752 partits. El debut en Boca va ser el 18 de setembre de 1988 davant River Plate, que va guanyar Boca 2 a 0.
El 22 de maig de 1991, pel partit de tornada de les semifinals de la Copa Libertadores, Boca visitava a Colo Colo. Durant el partit es van produir diversos incidents. Navarro Montoya es va involucrar colpejant a un càmera després del gol definitiu (3:1) a favor de Colo Colo para passar a la final. Successivament, el gos policia que va mossegar al 'Mono' va ser guardonat per la premsa com el gos més famós de Xile. En aquest període amb Boca Juniors va guanyar l'Apertura de 1992, així com la Recopa de 1990 i la Supercopa de 1989.
A mitjan dècada va tenir un clar duel amb el paraguaià Chilavert, en el qual el "Mono" no va sortir massa afavorit. Els dos eren protagonistes del futbol argentí. Navarro Montoya es lluïa en un Boca que en aquells temps no guanyava res i Chilavert era un dels cabdills d'un Vélez guanyador. Més enllà d'infinitat d'encreuaments, el duel va tenir un moment cim: el 16 de juny de 1996 en l'estadi de Vélez. Aquesta va ser una tarda no gaire grata per a Navarro Montoya, ja que va rebre dos gols del paraguaià, de tir lliure primer i de penal després, en el recordat 5-1 de Vélez a Boca amb arbitratge de Javier Castrilli i expulsions diverses (Maradona inclòs).
Cap a l'any 1996, era de públic coneixement la divisió del planter boquense. Es deia que d'un costat estava els del Mono i de l'altre els de Márcico i Blas Giunta. Així, Navarro Montoya, juntament amb Fabbri i MacAllister, assenyalats clarament per la dirigencia com "capitosts dels jugadors conflictius, van anar deixant Boca un a un. Complint el seu somni de jugar en el futbol europeu, després de deixar al Boca Juniors desembarcà en el CF Extremadura on va jugar una temporada. Continuant amb la seva gira europea, milita també en el CP Mèrida (1997 – 1998) i CD Tenerife (1998-2000).
Va tornar al continent americà en el 2001 per a jugar per a Deportes Concepción de Xile. La seva volta al futbol argentí va ser l'any següent, aquesta vegada amb el Chacarita Juniors. Les seves destacades actuacions en el "Funebrero" el van dur altra vegada a jugar en un gran del futbol argentí, aquesta vegada Independiente de Avellaneda, on es va mantenir una temporada de porter titular complint molt bones actuacions. No obstant això, amb l'arribada de Julio César Falcioni i una confusa decisió de la direcció de donar-li lloc als porters d'inferiors, com ara Oscar Ustari, van decidir no renovar el préstec que el vinculava.
Després de la sortida d'Independiente, el Mono va arribar a Gimnasia LP, on va tenir destacades actuacions al llarg de la temporada 2005-2006. Després va tenir un breu pas pel futbol brasiler en Atlético Paranaense. Per a l'any 2007 va tornar a l'Argentina, estant en aquest mateix any en Nueva Chicago i Olimpo. En 2008 va ser fitxat Luis Islas, per a defensar la tanca de Luján de Cuyo, que descendiria al Torneig Argentí B. En gener de 2009, Navarro Montoya es va incorporar al Tacuarembó Futbol Club d'Uruguai, únic equip de l'interior que mai va descendir des que els equips d'aquesta zona del país competissin en el Campionat Uruguaià des de 1999.